# Hydroides uncinatus
Hydroides uncinatus är en ringmaskart som först beskrevs av Philippi 1844.  Hydroides uncinatus ingår i släktet Hydroides och familjen Serpulidae. Inga underarter finns listade i Catalogue of Life.